# Numata Center for Buddhist Translation and Research
Das Numata Center for Buddhist Translation and Research hat es sich zur Aufgabe gemacht, den gesamten sino-japanischen buddhistischen Kanon in englischer Übersetzung herauszugeben. Dies soll auf Basis der 100-bändigen Druckausgabe Taishō shinshū daizōkyō geschehen. 

## Geschichte
Gegründet wurde das Zentrum von Yehan Numata (jap. 沼田惠範; * 12. April 1897 in Hiroshima; † 5. Mai 1994 in Yokohama). Sein Vater war Geistlicher der Jōdo-Shinshū. Der Sohn war zunächst als Geschäftsmann erfolgreich. Im Alter trat er als buddhistischer Philanthrop auf. 1965 gründete er zunächst das Bukkyō Dendō Kyōkai (BDK), das begann die BDK Tripitaka Translation Series herauszugeben. Um dieses Projekt fortzuführen, wurde von ihm 1982 das nach ihm benannte Center for Buddhist Translation and Research in Berkeley gestiftet. Es ist geplant, den gesamten buddhistischen Kanon in englischer Sprache herauszugeben, um dadurch zur Verbreitung der Lehre des Buddha im Westen beizutragen. 
Die erste Serie erscheint seit November 1984 unter der redaktionellen Leitung von Seishin Yamashita. Ein wissenschaftlicher Beirat legt die Reihenfolge der Herausgabe fest. Es wird damit gerechnet, dass die Gesamtedition in etwa 100 Jahren abgeschlossen sein wird.

### Taishō
Das dem Übersetzungsprojekt zugrundeliegende Werk ist:
Takakusu Junjirō; Watanabe Kaigyoku; 大正新修大蔵経, Taishō shinshū daizōkyō; Tōkyō 1922–32 (Taishō issaikyō kankokai), 100 Vol. (üblicherweise als „Taishō,“ abgekürzt „T.“ zitiert). Inhalt: Vol. 1-55 indische und chinesische Werke; Vol. 56-84 jp. Werke; Vol. 85 Varia; dazu 12 Bde. Bildteil